# Cornelius Böhm
Cornelius Böhm (* 10. März 1968) ist ein Richter am Bundesgerichtshof.

## Leben und Wirken
Böhm trat nach Abschluss seiner juristischen Ausbildung 1997 in den höheren Justizdienst des Freistaats Bayern ein. Er war zunächst dem Landgericht München I zugewiesen. Im Februar 1999 wechselte er als Regierungsrat (im Beamtenverhältnis auf Probe) in das Bayerische Staatsministerium der Justiz, wo er im Juli 1999 auf Lebenszeit berufen und im Mai 2000 zum Oberregierungsrat befördert wurde. Seit seiner Ernennung zum Staatsanwalt im Februar 2001 war er bei der Staatsanwaltschaft München I tätig. Im April 2002 wurde er als Oberregierungsrat erneut in das Ministerium versetzt und zugleich für die Dauer von zwei Jahren an das Bayerische Staatsministerium der Finanzen abgeordnet; in dieser Zeit erfolgte seine Beförderung zum Regierungsdirektor. Im Anschluss wurde er im April 2004 zum Richter am Amtsgericht ernannt und war ein Jahr beim Amtsgericht München tätig. Im April 2005 wurde er als Regierungsdirektor abermals in das Justizministerium versetzt. Dort wurde er im August 2007 zum Ministerialrat befördert. Von November 2011 bis April 2015 gehörte er nach seiner Ernennung zum Richter am Oberlandesgericht einem Zivilsenat des Oberlandesgerichts München an. Im Anschluss hieran wurde er zunächst für drei Monate an das Bayerische Staatsministerium der Justiz abgeordnet und im Juli 2015 als Ministerialrat erneut dorthin versetzt. 
Nach seiner Wahl zum Richter am Bundesgerichtshof und seiner Ernennung zum 1. April 2019 wurde er dem vornehmlich für das Recht der unerlaubten Handlungen sowie das Arzthaftungsrecht zuständigen VI. Zivilsenat des Bundesgerichtshofes als Mitglied zugewiesen.